# Marigen Hornkohl
Marigen Ariadna Julia Hornkohl Venegas (25 de septiembre de 1953) es una asistente social y política democratacristiana chilena, se desempeñó como Ministra de Educación durante el gobierno de Ricardo Lagos, asimismo ejerció como Ministra de Agricultura durante el primer gobierno de la presidenta Michelle Bachelet. También se desempeñó como embajadora de su país en Alemania.

## Biografía
Cursó sus estudios secundarios en el Liceo A-1 Javiera Carrera. Se tituló de asistente social en la Universidad de Chile y posteriormente realizó estudios en el programa de magíster en Historia de la Universidad de Heidelberg, Alemania.
Fue jefa del Departamento de Relaciones Públicas e integrante del Equipo Directivo del Servicio Nacional de la Mujer (Sernam) durante el Gobierno de Patricio Aylwin. Durante la administración de Eduardo Frei Ruiz-Tagle, fue jefa de gabinete y asesora de comunicaciones (1995-1999) de la ministra de Justicia, Soledad Alvear.
Durante el Gobierno del presidente Ricardo Lagos se desempeñó como subsecretaria de Previsión Social (2000 y 2003), periodo en el que se puso en marcha el seguro de cesantía, los multifondos y se reguló el mercado de las rentas vitalicias.
Posteriormente, ejerció entre marzo de 2003 y abril de 2005 como subsecretaria de Educación, renunciando para integrarse al comando de la precandidatura presidencial de Alvear.
Luego de la renuncia de Alvear a las elecciones primarias de la Concertación de Partidos por la Democracia, Hornkohl postuló a un cupo como diputada por las comunas de La Reina y Peñalolén en las elecciones parlamentarias de 2005, resultando tercera con un 18,04% de los votos.
Debido a la renuncia del ministro de Educación Sergio Bitar para integrar el comando de Michelle Bachelet, fue designada ministra por el presidente Lagos en diciembre de 2005, es decir, por los últimos tres meses de su Gobierno.
Entre 2006 y comienzos del año 2008 ocupó el cargo de embajadora de Chile en Alemania.
En circunstancias de ser una de las colaboradoras más cercanas a Soledad Alvear, el 8 de enero de 2008 fue nombrada ministra de Agricultura (primera mujer en el cargo), en un gesto del Gobierno a la entonces presidenta de la DC, en un momento de tensión en el partido debido a la expulsión del senador Adolfo Zaldívar.
Dejó el cargo con el fin de la administración, en marzo de 2010.
Durante el segundo gobierno de Michelle Bachelet fue designada directora ejecutiva del Consejo Nacional de Televisión (CNTV), para el período 2014-2022.
Desde 2023 ejerce como rectora de la Universidad Miguel de Cervantes.
Está casada en segundas nupcias con Jorge Salas.

## Historial electoral

### Elecciones parlamentarias de 2005
- Elecciones parlamentarias de 2005, candidata a diputada para el Distrito 24, La Reina y Peñalolén [12]

| Candidato                    | Pacto                    | Partido | Votos  | %     | Resultado |
| ---------------------------- | ------------------------ | ------- | ------ | ----- | --------- |
| Marigen Hornkohl Venegas     | Concertación Democrática | PDC     | 24 389 | 18,05 |           |
| Enrique Accorsi Opazo        | Concertación Democrática | PPD     | 38 708 | 28,65 | Diputado  |
| Susana Córdova Rodríguez     | Juntos Podemos Más       | PH      | 4757   | 3,52  |           |
| Francisco Villa Castro       | Juntos Podemos Más       | PCCH    | 7273   | 5,38  |           |
| María Angélica Cristi Marfil | Alianza                  | UDI     | 49 918 | 36,95 | Diputada  |
| Francisco López Amenábar     | Alianza                  | RN      | 10 055 | 7,44  |           |

## Nota
1. ↑  Nacida como María Ariadna Julia Hornkohl Venegas, cuyo nombre fue cambiado por el de Marigen Ariadna Julia Hornkohl Venegas tras solicitud presentada al Primer Juzgado Civil de Santiago, lo que fue oficializado mediante publicación en el Diario Oficial de Chile el 1 de agosto de 2005.